# Jérôme Meyer
Jérôme Meyer (Lons-le-Saunier, 31 de mayo de 1979) es un deportista francés que compitió en escalada, especialista en la prueba de bloques.
Ganó una medalla de plata en el Campeonato Mundial de Escalada de 2003 y una medalla de bronce en el Campeonato Europeo de Escalada de 2008.

## Palmarés internacional
| Campeonato Mundial | Campeonato Mundial | Campeonato Mundial | Campeonato Mundial |
| Año                | Lugar              | Medalla            | Prueba             |
| ------------------ | ------------------ | ------------------ | ------------------ |
| 2003               | Chamonix (Francia) | Medalla de plata   | Bloques            |
| Campeonato Europeo |                    |                    |                    |
| Año                | Lugar              | Medalla            | Prueba             |
| 2008               | París (Francia)    | Medalla de oro     | Bloques            |